# خبرة شمر
خبرة شمر منطقة عراقية، في مقاطعة خضر الماي غرب قضاء سفوان بمحافظة البصرة بالبادية العراقية جنوب العراق، في غرب طريق الزبير الركعي قريب من تفرعه المتجه إلى بصية غرباً.